# Duque de Devonshire

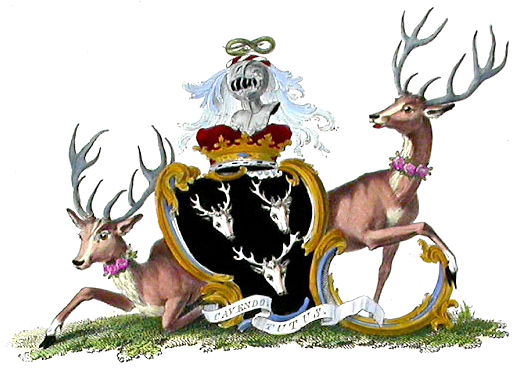
O brasão dos Duques de Devonshire

Duque de Devonshire é um título nobiliárquico do Pariato da Inglaterra. Os titulares são membros da família aristocrática Cavendish.
Foram relacionados aos Duques de Newcastle durante o século XVII, com quem compartilharam o sobrenome Cavendish. Embora no uso moderno o condado de Devon seja chamado raramente de "Devonshire", o título remanesceu. Também, o título não deve ser confundido com o Conde de Devon. A família Cavendish é uma das famílias aristocráticas mais ricas e mais influentes na Inglaterra desde o século XVI. Os títulos subsidiários do duque são:
- Marquês de Hartington (1694)
- Conde de Devonshire (1618)
- Conde de Burlington (1831)
- Barão Cavendish de Hardwick (1605)
- Barão Cavendish de Keighley (1831)

O filho mais velho e herdeiro do Duque de Devonshire pode usar o título de cortesia Marquês de Hartington, enquanto que o filho mais velho do marquês pode usar o título Conde de Burlington; qualquer filho que ele possa ter usaria o título de Lorde Cavendish. O Marquesado de Hartington, o Condado de Devonshire e a Baronia de Cavendish de Hardwick estão no pariato da Inglaterra. O Condado de Burlington e a Baronia de Cavendish de Keighley estão no pariato do Reino Unido.
O sobrenome da família deriva do vilarejo de Cavendish, em Suffolk, Inglaterra. Sir John Cavendish, que possuiu a propriedade no século XIV, morreu na revolta camponesa de 1381. Seus dois bisnetos foram William Cavendish, o segundo marido de Bess de Hardwick, e George Cavendish, o irmão mais velho de William e o biógrafo de Thomas Cardinal Wolsey. Os descendentes de William Cavendish são os Condes de Devonshire, em primeiro lugar. O ducado começou quando William Cavendish, o quarto Conde de Devonshire, foi titulado 1.° Duque de Devonshire em 1694.
Muitos dos duques foram políticos, e dentre eles, estão um primeiro-ministro, um líder do Partido Liberal e um Governador Geral do Canadá. Na família, está também o famoso físico Henry Cavendish.
Apesar do título, as propriedades da família estão localizadas em Derbyshire. Chatsworth House e Bolton Abbey pertencem aos Cavendish, bem como o Castelo de Lismore, no Condado de Waterford, na República da Irlanda.

## Condes de Devonshire (1618)
- William Cavendish, 1.° Conde de Devonshire (1552–1626)
- William Cavendish, 2.° Conde de Devonshire (1591–1628)
- William Cavendish, 3.° Conde de Devonshire (1617–1684)
- William Cavendish, 4.° Conde de Devonshire (1640–1707) (tornou-se Duque de Devonshire em 1694).

## Duques de Devonshire (1694)[1]
- William Cavendish, 1.º Duque de Devonshire (1640–1707)
  - William Cavendish, 2.º Duque de Devonshire (1673–1729)
    - William Cavendish, 3.º Duque de Devonshire (1698–1755)
      - William Cavendish, 4.º Duque de Devonshire (1720–1764) (Foi primeiro-ministro da Grã-Bretanha)
        - William Cavendish, 5.º Duque de Devonshire (1748–1811)
          - William Cavendish, 6.º Duque de Devonshire (1790–1858)

        - George Cavendish, 6.º conde de Burlington (1754-1834)
          - William Cavendish, 7.º Duque de Devonshire (1808–1891) 
            - Spencer Cavendish, 8.º Duque de Devonshire (1833–1908)
            - Edward Cavendish (1838-1891)
              - Victor Cavendish, 9.º Duque de Devonshire (1868–1938)
                - Edward Cavendish, 10.º Duque de Devonshire (1895–1950)
                  - Andrew Cavendish, 11.º Duque de Devonshire (1920–2004)
                    - Peregrine Cavendish, 12.º Duque de Devonshire (n. 1944)

### Linha de Sucessão
- William Cavendish, 4.º Duque de Devonshire (1720–1764)
  -  George Cavendish, 1st Earl of Burlington (1754–1834)
    - William Cavendish (1783–1812)
      -  William Cavendish, 7.º Duque de Devonshire (1808–1891)
        - Lt-Col. Lord Edward Cavendish (1838–1891)
          -  Victor Cavendish, 9.º Duque de Devonshire (1868–1938)
            -  Edward Cavendish, 10.º Duque de Devonshire (1895–1950)
              -  Andrew Cavendish, 11.º Duque de Devonshire (1920–2004)
                -  Peregrine Cavendish, 12.º Duque de Devonshire (n. 1944)
                  - (1) William Cavendish, Conde de Burlington (n. 1969)
                    - (2) James, Lord Cavendish (n. 2010)

          - Rt. Hon. Lord Richard Cavendish (1871–1946)
            - Richard Edward Osborne Cavendish (1917–1972)
              -  (3) Hugh Cavendish, Baron Cavendish of Furness (n. 1941)
                - (4) Hon. Frederick Richard Toby Cavendish (n. 1972)
                  - (5) Henry Aurelian William Cavendish (n. 2014)
                  - (6) Alfred George Augustus Cavendish (n. 2021)

              - (7) Edward Osborne Cavendish (n. 1955}})

    - General Hon. Henry Cavendish (1789–1873)
      - William Henry Frederick Cavendish (1817–1881)
        - Cecil Charles Cavendish (1855–1931)
          - Brigadier Ronald Valentine Cecil Cavendish (1896–1943)
            - Maj-Gen. Peter Boucher Cavendish (1925–2011)
              - questão masculina na fila

            - Robin Francis Cavendish (1930–1994)
              - questão masculina na fila

      - Francis William Henry Cavendish (1820–1893)
        - Reginald Richard Frederick Cavendish (1857–1941)
          - Godfrey Lionel John Cavendish (1884–1914)
            - Hubert Gordon Compton Cavendish (1913–1993)
              - questão masculina na fila

        - Ernest Lionel Francis Cavendish (1863–1946)
          - Alwyn Lionel Compton Cavendish (1890–1928)
            - Charles Francis Alwyn Compton Cavendish (1919–2009)
              - questão masculina na fila

      - George Henry Cavendish (1824–1889)
        - William Henry Alexander George Delmar Cavendish (1849–1919)
          - Charles Alfred William Delmar (1878–1939)
            - Richard Blake Delmar Cavendish (1916–1980)
              - questão masculina na fila

          - William Henry George Cavendish (1886–1965)
            - Edwin Pearson Delmar Cavendish (1908–1970)
              - Adrian Delmar Cavendish (1947–2019)
                - questão masculina na fila

            - William Delmar Cavendish (1911–1997)
              - questão masculina na fila

    -  Charles Cavendish, 1.º Barão Chesham (1793–1863)
      -  Barons Chesham

## Linha de sucessão
| Linha de sucessão (simplificada) |
| --- |
| - William Cavendish, 4.º Duque de Devonshire (1720–1764) - William Cavendish, 5.º Duque de Devonshire (1748–1811) - William Cavendish, 6.º Duque de Devonshire (1790-1858) - Lord Richard Cavendish (1752–1781) - George Cavendish, 1.º conde de Burlington (1754–1834) - William Cavendish (1783–1812) - William Cavendish, 7.º Duque de Devonshire (1808–1891) - Spencer Cavendish, 8.º Duque de Devonshire (1833–1908) - Lt-Col. Lord Edward Cavendish (1838–1891) - Victor Cavendish, 9.º Duque de Devonshire (1868–1938) - Edward Cavendish, 10.º Duque de Devonshire (1895–1950) - William Cavendish, Marquês de Hartington (1917-1944) morto em combate na Segunda Guerra Mundial; casou com Kathleen Kennedy, irmã de John F. Kennedy - Andrew Cavendish, 11.º Duque de Devonshire (1920–2004) - Peregrine Cavendish, 12.º Duque de Devonshire (1944) - (1) William Cavendish, Conde de Burlington (n. 1969) - (2) James, Lord Cavendish (n. 2010) - Rt. Hon. Lord Richard Cavendish (1871–1946) - Richard Edward Osborne Cavendish (1917–1972) - (3)Hugh Cavendish, Baron Cavendish of Furness (1941) - (4)Hon. Frederick Richard Toby Cavendish (1972) - (5)Henry Aurelian William Cavendish (2014) - (6)Alfred George Augustus Cavendish (2021) - (7)Edward Osborne Cavendish (1955) - General Hon. Henry Cavendish (1789–1873) - William Henry Frederick Cavendish (1817–1881) - Cecil Charles Cavendish (1855–1931) - Brigadier Ronald Valentine Cecil Cavendish (1896–1943) - Maj-Gen. Peter Boucher Cavendish (1925–2011) - questão masculina na fila - Robin Francis Cavendish (1930–1994) - questão masculina na fila - Francis William Henry Cavendish (1820–1893) - Reginald Richard Frederick Cavendish (1857–1941) - Godfrey Lionel John Cavendish (1884–1914) - Hubert Gordon Compton Cavendish (1913–1993) - questão masculina na fila - Ernest Lionel Francis Cavendish (1863–1946) - Alwyn Lionel Compton Cavendish (1890–1928) - Charles Francis Alwyn Compton Cavendish (1919–2009) - questão masculina na fila - George Henry Cavendish (1824–1889) - William Henry Alexander George Delmar Cavendish (1849–1919) - Charles Alfred William Delmar (1878–1939) - Richard Blake Delmar Cavendish (1916–1980) - questão masculina na fila - William Henry George Cavendish (1886–1965) - Edwin Pearson Delmar Cavendish (1908–1970) - Adrian Delmar Cavendish (1947–2019) - questão masculina na fila - William Delmar Cavendish (1911–1997) - questão masculina na fila - Charles Cavendish, 1st Baron Chesham (1793–1863) - Barons Chesham |